# Барбара Дэр
Барбара Дэр (англ. Barbara Dare), настоящее имя — Стейси Митник (англ. Stacy Mitnick; род. 27 февраля 1963, Уичито-Фолс, Техас) — американская порноактриса. Была одной из первых в индустрии контрактных исполнительниц Essex Video и Vivid Entertainment. Лауреатка премии AVN Awards, член залов славы AVN и XRCO.

## Личная жизнь
Отец Барбары служил в ВВС США. В начале карьеры Дэр идентифицировала себя как лесбиянку, имеющую отношения с женщинами.

## Карьера
Начала сниматься в фильмах для взрослых после того, как познакомилась в Plato's Retreat (свингер-клуб в Манхэттене) с людьми, которые были связаны с порноиндустрией, а также снимались для таких журналов, как Hustler, Swank и High Society. В 1989 году она присоединилась к коллеге, актрисе фильмов для взрослых Стефани Рэйдж (Stephanie Rage) в качестве автора ежемесячной статьи для Swank.
Дэр была одной из ведущих звёзд фильмов для взрослых 1980-х. Она снималась вместе с несколькими ведущими актрисами того времени, в том числе Трейси Адамс и Джинджер Линн. Стала одной из первых актрис в индустрии, подписавших эксклюзивный контракт с Essex Video на 10 фильмов в год с годовым окладом в размере $150,000, а затем покинула эту студию, чтобы подписать контракт с Vivid Entertainment и стать одной из самых первых Vivid Girls.
Последний фильм с её участием был снят в 1994 году.
Джерри Батлер писал в своей автобиографии, что у Дэр было «доминирующее присутствие на экране» во время съёмок, несмотря на её небольшой физический рост.

### Телевыступления
В 1987 году Дэр дала интервью для эпизода новостного телесериала Frontline, посвященного смерти Шоны Грант.
Снималась также в небольших ролях в непорнографических фильмах, таких как «Подцеплен по-крупному» (1986) Роя Шайдера и Энн-Маргрет и анимационно-игровой комедийно-эротический фильм ужасов категории B «Злые мультфильмы» (1992, в титрах — Стейси Никс).

## Избранная фильмография
- Slippery When Wet (1986)
- Blame it on Ginger (1986)
- Barbara the Barbarian (1987)
- Ginger and Spice (1987)
- Girls who Dig Girls 8 (1988)
- Barbara Dare's Bad (1988)
- Angela Baron Takes a Dare (1988)
- Sex in Dangerous Places (1988)
- For Her Pleasure Only (1989)
- Ginger then and Now (1990)
- Where the Boys Aren't 2 (1990)
- Bratgirls (1992)
- Hannah Does Her Sisters (1986)

## Награды
| Год  | Церемония | Категория                      | Работа                                      | Результат |
| ---- | --------- | ------------------------------ | ------------------------------------------- | --------- |
| 1987 | AVN Award | Лучшая новая старлетка         |                                             | Победа    |
| 1989 | AVN Award | Лучшая актриса, видео          | Naked Stranger                              | Победа    |
| 1990 | AVN Award | Лучшая лесбийская сцена, видео | True Love вместе с Эйприл Уэст (April West) | Победа    |

- Зал славы AVN[18]
- Зал славы XRCO[19]